# Bagrada hilaris
Bagrada hilaris es una especie de chinche conocida por los nombres comunes chinche bagrada y chinche pintada. Podría ser confundido o erróneamente referirse al chinche arlequín. Es nativo de Asia. Es conocida en otros lugares como una especie introducida, incluyendo California y Arizona, donde fue por primera vez registrada su presencia en 2008, y en Sudamérica, en donde fue registrada a fines de 2016 y posteriormente se confirma su establecimiento en 2017. Es una de las principales plagas de los cultivos de coles (incluyendo repollos, kale (col rizada), coliflor, col de Bruselas, y brócoli), y de las crucíferas afines, tales como los nabos, la canola, y el árbol de mostaza. El adulto y la ninfa de la especie chupan la savia de las hojas de las plantas, causando el marchitamiento, el amarilleo, y el retraso del crecimiento. Además de las crucíferas, los insectos son conocidos en los cultivos de papaya, sorgo, maíz, patata, algodón, alcaparra, mijo perla, y algunas legumbres. Un gran número de insectos se congregan en las plantas y causan grandes daños.

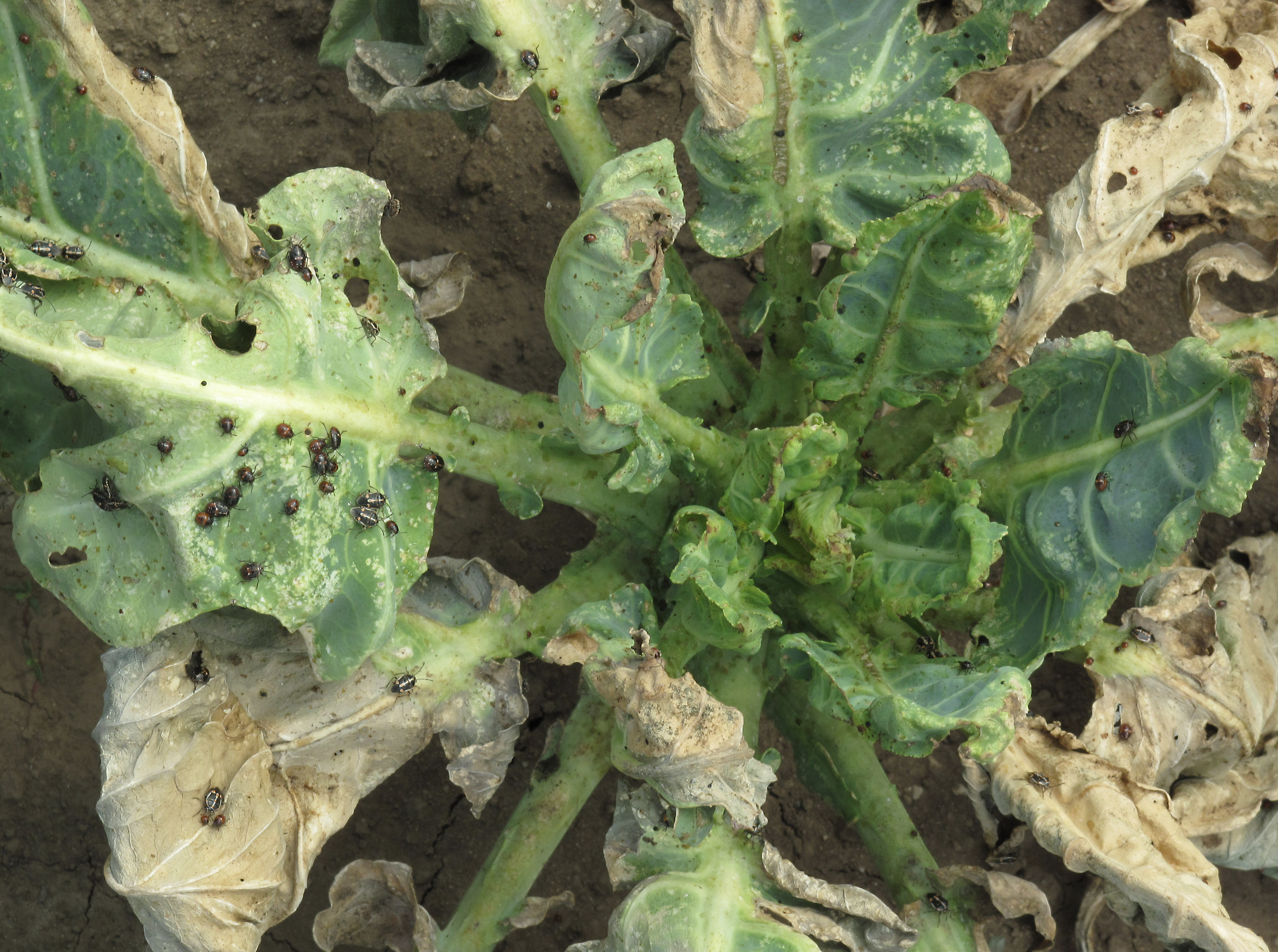
Varios estadios de Bagrada hilaris, Los Ángeles 2010

La chinche pintada adulto mide de 5 a 7 milímetros en longitud, con forma de escudo, y marcas de color negro con blanco y naranja. La hembra, la cual es más grande que el macho, pone hasta 100 huevos ovalados o en forma de barril en las hojas o en el suelo bajo las plantas. Los huevos son blanco  cuándo están recientemente depositados y se vuelven naranja con el paso del tiempo. Dentro de 8 días, la ninfa de primer estadio emerge. Es de color naranja-rojo brillante y se torna más oscura cuando se desarrolla, deviniendo en color negro al realizar la última muda.
El insecto hizo una aparición repentina en Los Ángeles en junio de 2008, su primer avistamiento en el Hemisferio Occidental. Luego, se extendió a las tierras de cultivo del valle de Coachella (fuertemente agrícola) y Valle de Imperial de California, haciendo daño a los cultivos de colza, especialmente aquellos crecidos orgánicamente. A partir de septiembre de 2014 ha alcanzado grandes áreas del norte como los condados de San Mateo, Santa Cruz, Merced y Inyo, y todos los condados de California del sur, a excepción del Condado del Tulare.
Se habían reportado infestaciones en India. Además se las ha encontrado recientemente por primera vez en Chile, América del Sur, en donde se ha establecido y más recientemente se ha considerado plaga domiciliaria y se ha registado el primer caso de una picadura adventicia en un ser humano.